# ونکرکق
ونکرکق (به فرانسوی: Vannecrocq) یک کمون در فرانسه است که در Canton of Beuzeville واقع شده‌است.

## خصوصیات
ونکرکق ۴٫۹۳ کیلومترمربع مساحت و ۱۲۷ نفر جمعیت دارد و ۱۲۹ متر بالاتر از سطح دریا واقع شده‌است.